# バレーボールニュージーランド女子代表
バレーボールニュージーランド女子代表は、バレーボールの国際大会で編成されるニュージーランドの女子バレーボールナショナルチームである。

## 歴史
1970年に国際バレーボール連盟へ加盟。1975年アジア選手権に初出場。1987年大会では4位となった。2010年世界選手権アジア予選は1次ラウンドから参加し、2次ラウンドへ進出したがグループ3位で敗退した。

## 過去の成績

### オリンピックの成績
- 出場なし

### 世界選手権の成績
- 2010年 - アジア予選敗退

### アジア選手権の成績
| - 1975年 - 5位 - 1983年 - 9位 - 1987年 - 4位 - 1991年 - 10位 - 1993年 - 11位 - 1995年 - 7位 | - 2001年 - 8位 - 2003年 - 10位 - 2007年 - 11位 - 2017年 - 12位 |  |